# Carles Gassulla d'Ursino

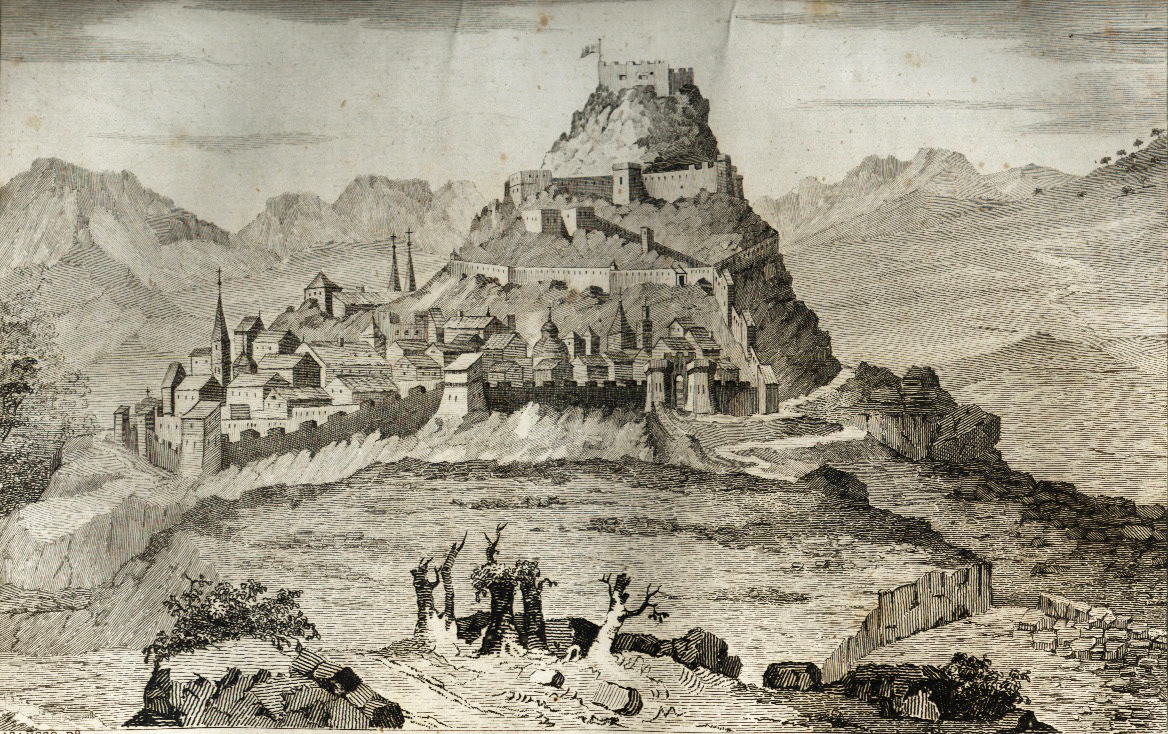
Vista de Morella. Dámaso Calbo y Rochina de Castro. "Historia de Cabrera". Madrid 1845

Carles Gassulla d'Ursino (Morella, 25 de maig de 1674 - Morella, 5 de març de 1745) fou un jurista, polític, dramaturg i poeta valencià. En la memòria popular, sol identificar-se'l amb l'autor del text teatral que es representa en la Santantonada del Forcall i, per una altra part, és considerat com el primer autor a publicar una relació de les festes del Sexenni de Morella.

## Biografia
Seguint sempre Vicent Josep Escartí, sabem que Gassulla d'Ursino va nàixer a Morella. Fill de Josep Gassulla, doctor en dret i regidor de la vila, i d'Antònia Martí d'Ursino, de família noble, estudià filosofia i dret civil i arribà a ser doctor en lleis per la Universitat de València. Va ser justícia major i lloctinent del districte de Morella. Possiblement fou partidari abrandat de la casa d'Àustria; tanmateix, s'incorporà als exèrcits borbònics durant la Guerra de Successió. Com a recompensa, obtingué diversos càrrecs i fou regidor perpetu de Morella sota Felip V.

## Obres
Gassulla d'Ursino va escriure sobretot en llengua castellana, i quan ho fa en valencià pensa en un auditori més popular i empra un llenguatge més senzill. En el fons, aquesta distribució d'àmbits d'ús revela una mentalitat ja diglòssica, comuna a altres autors del XVII i el XVIII, i resulta lògica atesa la simpatia de l'autor per la mateixa dinastia borbònica, que promulgà es Decrets de Nova Planta. En valencià, el gènere perdilecte de l'autor que ens ocupa és el vilancet, relacionat amb les festes nadalenques i destinat a ser representat davant un auditori, generalment popular.
La seua obra poètica, en castellà i en català, s'ha conservat en part en un manuscrit titulat Pensil celeste de flores, pertanyent a l'Arxiu Arxiprestal de Morella. Les composicions en català han estat editades el 2013 per Vicent Josep Escartí, que les qualifica com «de les millors i més significatives de la primera meitat del segle xviii valencià».
A part del Pensil ja esmentat, s'han perdut totes les que enumera Vicente Ximeno, que són les següents:
Llibres impresos
- El amor peregrino (València, 1658)
- Relación difusa, recopilada con varios metros, de las fiestas sexenales que la ilustre villa de Morella y sus individuos dedican a su gran patrona María SS. de Vallivana en el Sexenio de 1738 (València, 1739)
- Nueve villancicos al señor san Joaquín, con unos gozos esdrújulos (València, 1740)

Manuscrits
- Fiestas que dicha villa [de Morella] dedicó a su patrona María SS. de Vallivana en el Sexenio del año 1702, con muchas noticias del hallazgo de dicha santa imagen
- Poesías en las fiestas que la villa consagró a la misma Virgen en el Sexenio del año 1744
- Manifiesto en prosa sobre el voto de festejar la villa a la Virgen de Vallivana
- Eco satisfactorio en descargo de una apología impressa en Zaragoza, en que intenta Sebastián Velilla denigrar una historia anónima, y ceñida, de María Santíssima de Vallivana, en el territorio de la ilustre villa de Morella
- Poesías sagradas, y profanas, y un gran número de loas (19 toms)
- Un volum amb cinc comèdies: I. El galán sin competencia; II. Querer olvidar amando; III. Viuda, casada, y donzella; IV. Infortunios del querer; V. La mejor perla del bosque
- Encomios, y alabanzas sonoras de la música, en prosa
- Linterna política, histórica, y moral, alumbrada por Catón con la luz de sus exámetros (obra en prosa en dos toms)
- Discurso sobre el uso de las modas
- Cinco ensayos (en cada un dels quals falta una de les cinc lletres vocals)